# Julia Margaret Cameron

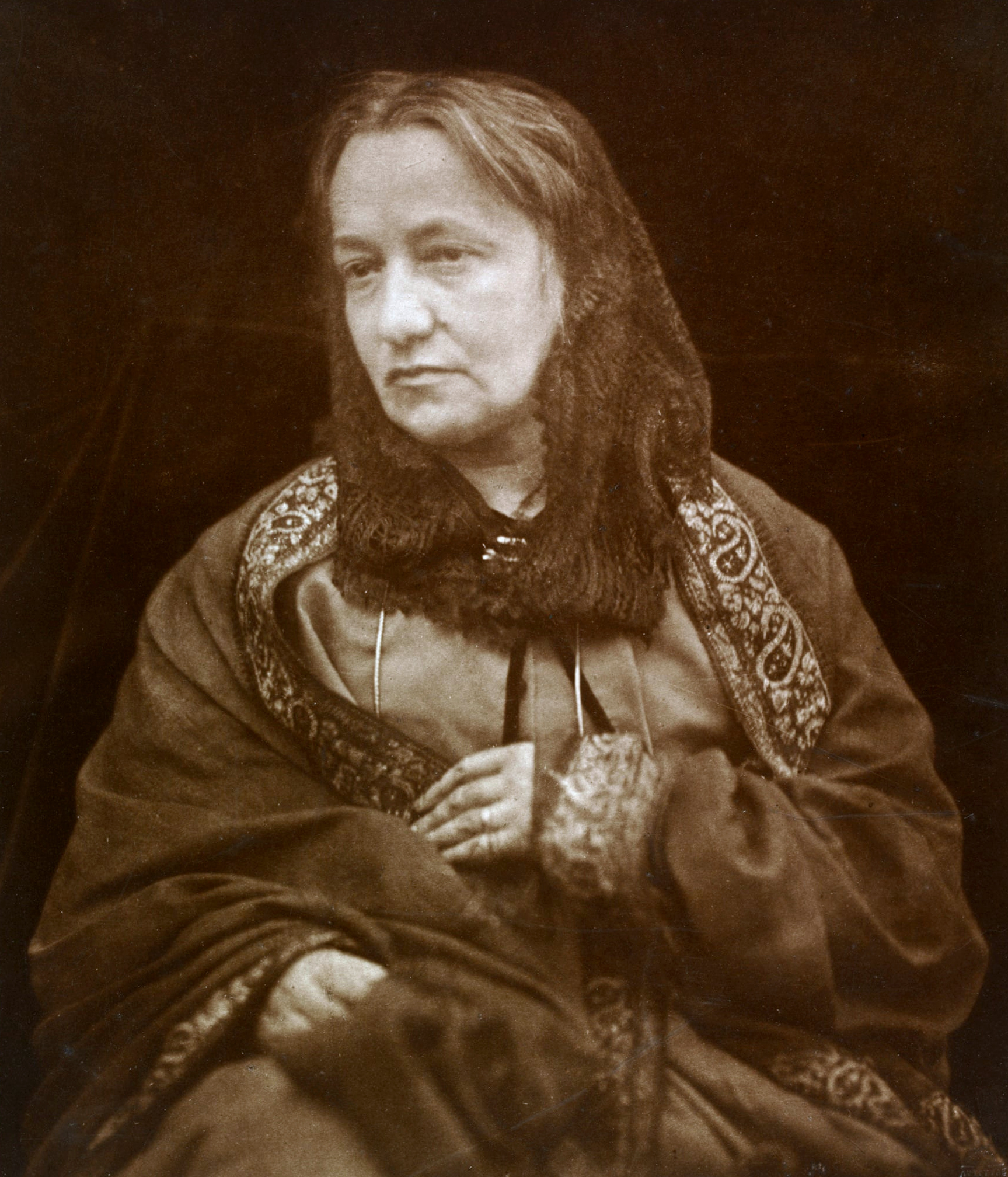
Julia Margaret Cameron önarcképe

Julia Margaret Cameron (Kalkutta, 1815. június 11. – Kalkutta, 1879. január 26.) brit fotográfus, akit a korabeli hírességekről készített portréi, illetve az Artúr-mondakörről és más legendákról szóló képei tettek híressé
Cameron fotográfus karrierje rövid volt és életének utolsó tizenegy évére terjedt ki. Negyvennyolc éves korában kapott egy fényképezőgépet ajándékba, és csak ekkortól kezdett fotózni. Munkája mégis nagy hatással volt a modern fényképészet fejlődésére, főleg a közeli portréi, amit ma is sokan utánoznak. Cameron háza, a Dimbola Lodge ma is látogatható az angliai Wight-szigeten.

## A fotózás előtt
Julia Margaret Cameron (leánykori nevén Julia Margaret Pattle) az indiai Kalkuttában született. Apja, James Pattle, a Brit Kelet-indiai Társaság tisztviselője, anyja Adeline de l’Etang francia arisztokraták lánya. Cameron családjának nőtagjai híresen szépek voltak, ő maga rút kiskacsának tűnhetett két gyönyörű nővére mellett. Ahogy unokahúgának lánya, Virginia Woolf is írja, a három nővér között volt egy szép, egy merész és egy tehetséges. (Természetesen a tehetséges Julia Margaret volt.)
Julia Franciaországban végezte tanulmányait, de visszatért Indiába és férjhez ment Charles Hay Cameronhoz, aki Kalkuttában dolgozott jogászként. 1848-ban Charles Hay Cameron nyugdíjba ment, és a család Londonba költözött. Cameron testvére, Sarah Prinsep már régebb óta ott élt, és sok híres íróval és művésszel állt kapcsolatban. 1860-ban Cameron meglátogatta a költő Alfred Lord Tennysont, aki a Wight-szigeten élt, és az élmény hatására hamarosan a Cameron család is vásárolt ott egy ingatlant, amelyet Dimbola Lodge-nak neveztek el, a család ceyloni birtoka után.

## A fotózás

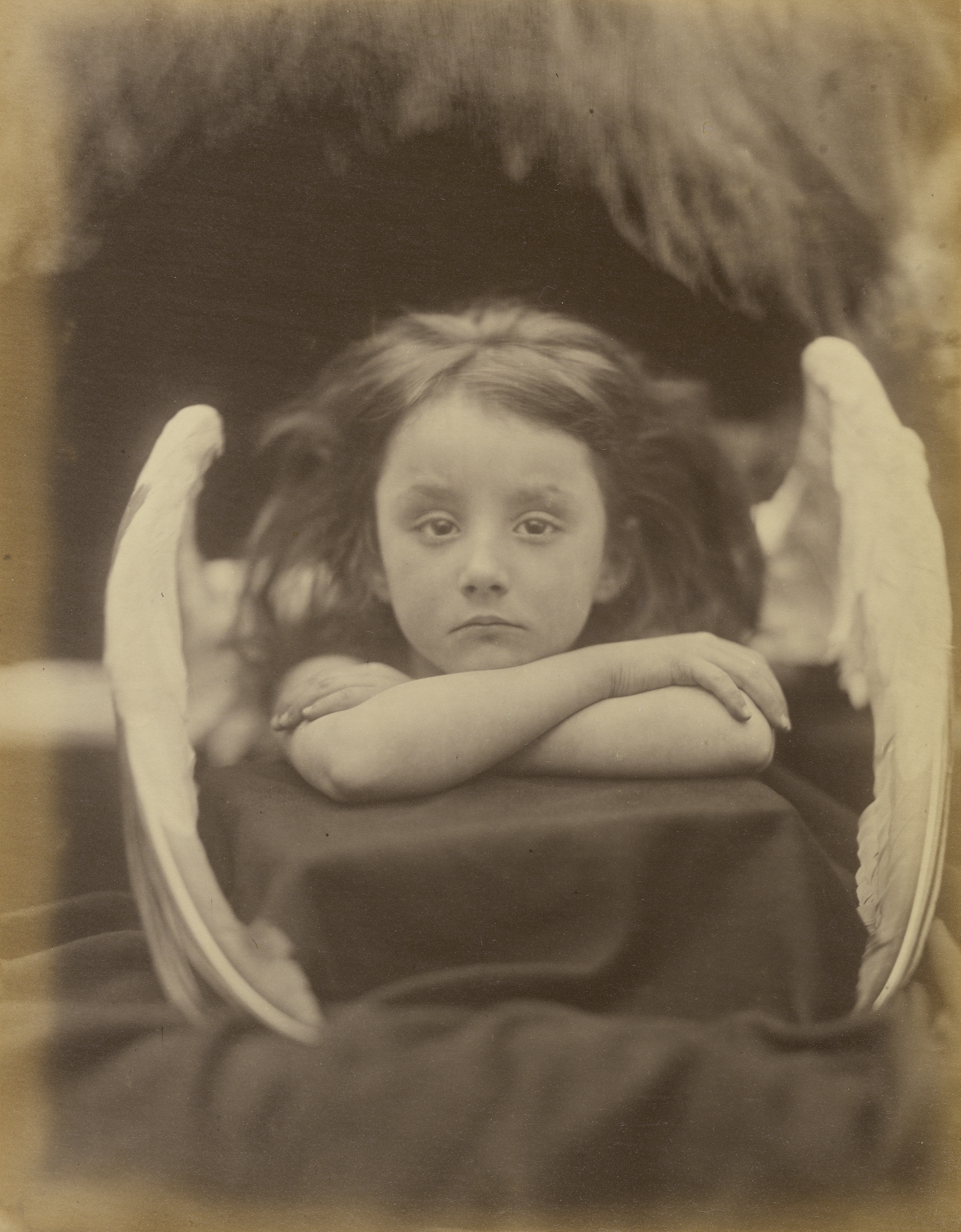
Cameron "Várok" (I wait) című műve

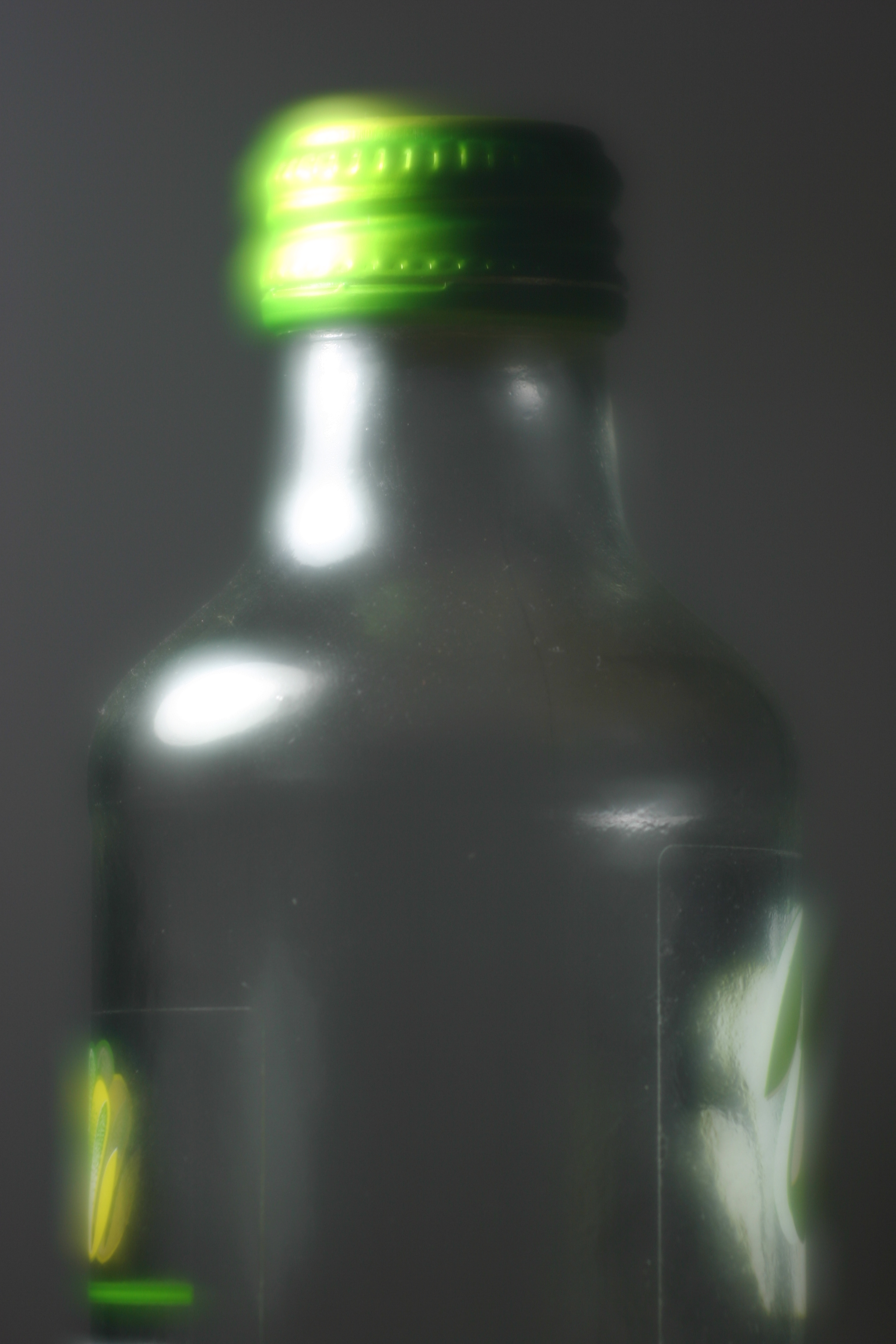
soft-focus effekttel készített kép

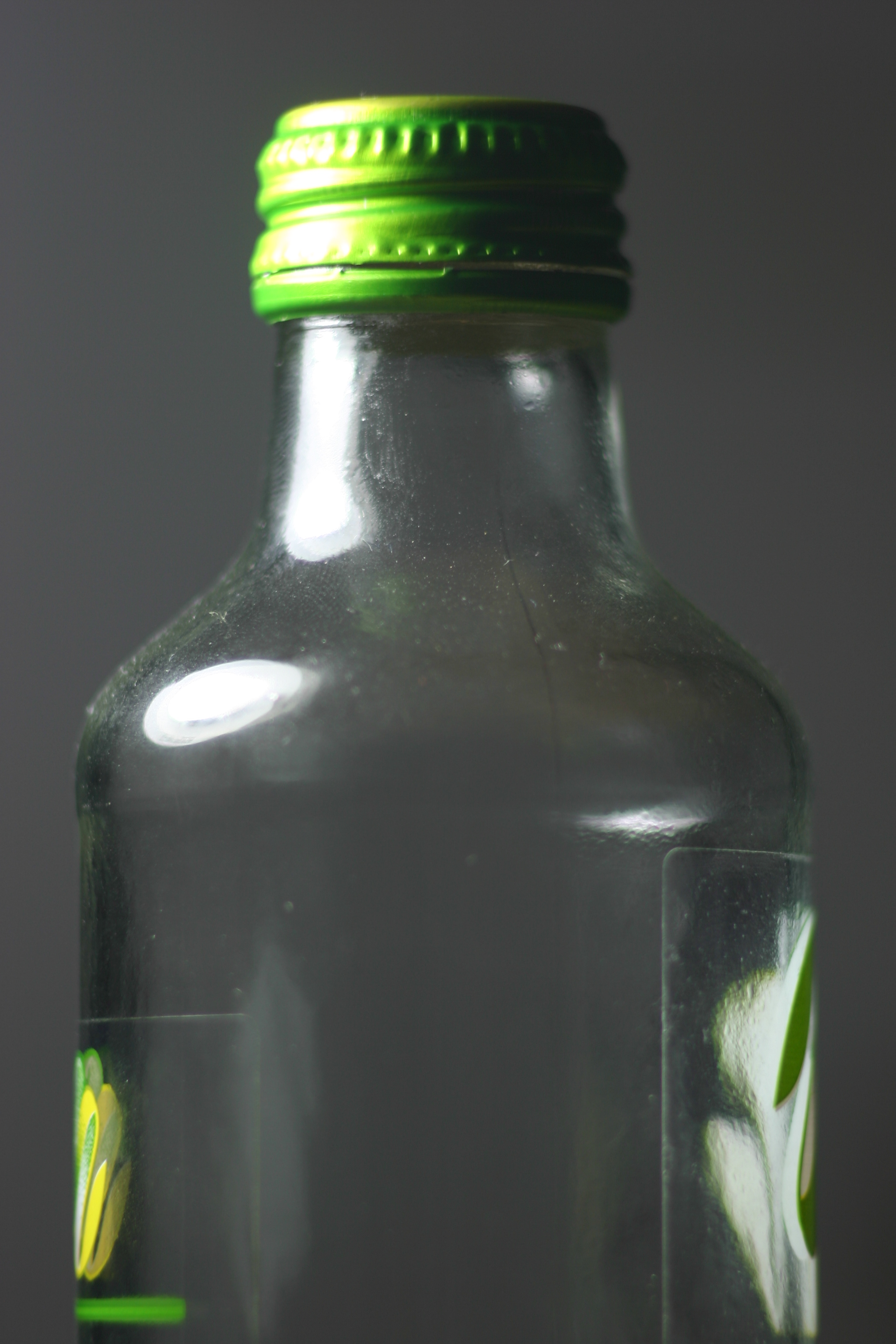
soft-focus effekt nélkül készített kép

1863-ban, Cameron 48 éves korában, a lánya egy fényképezőgépet ajándékozott neki, és ezzel elindította édesanya fényképész karrierjét. Cameron fotóművészetében mindig a szépség megragadására törekedett.
A soft-focus fancy portrait (lágy fókuszálású képzeletbeli portré) készítésének alaptechnikáit David Wilkie Wynfieldtől tanulta, és később tovább is fejlesztette ezt a technikát. Cameron nagyra becsülte David Wilkie Wynfield fotóművészetét, és úgy gondolta, hogy a férfi nagyban hozzájárult az ő sikeréhez is.
Cameron néha megszállottan gyakorolta új hivatását. Ennek eredményeképpen azonban olyan új, az akkori konvencióktól mentes képeket tudott készíteni, melyek nagy hatással voltak a  modern fényképészetre is. A képei meghittek voltak, és egyedülállóak a  szándékos homályosságukkal. A homályosságot Cameron hosszú exponálási idővel érte el (miközben a fotó tárgya mozgott), illetve szándékosan rosszul fókuszált. Ezt néhány kortársa kifogásolta, sőt kigúnyolta, de a családja, és a barátai támogatták, így korának egyik legtermékenyebb és leghaladóbb amatőrjévé válhatott.A szakmája iránti lelkesedése, folyamatos, véget nem érő fotózása gyakran zavarta a környezetét, de ennek köszönhetően sok jó felvétel maradt az utókor számára a gyermekeiről, és az őt meglátogató jelentős személyiségekről.
Karrierje alatt Cameron részletes feljegyzéseket készített és minden képét bejegyeztette a szerzői jog irodával. Egyes fontos történelmi személyiségekről egyedül ő készített fotót, hiszen ez az ő korában még újdonságnak számított.
Cameron fotóit két kategóriába sorolhatjuk: szorosan szerkesztett portrékba, és illusztratív allegóriákra, melyek vallási és irodalmi munkákon alapulnak. Főleg az allegorikus munkáin látszik a preraffelita hatás, melyeken távolba meredő tekinteteket, puha mozdulatokat és lágy fényeket láthatunk.

### Portrék

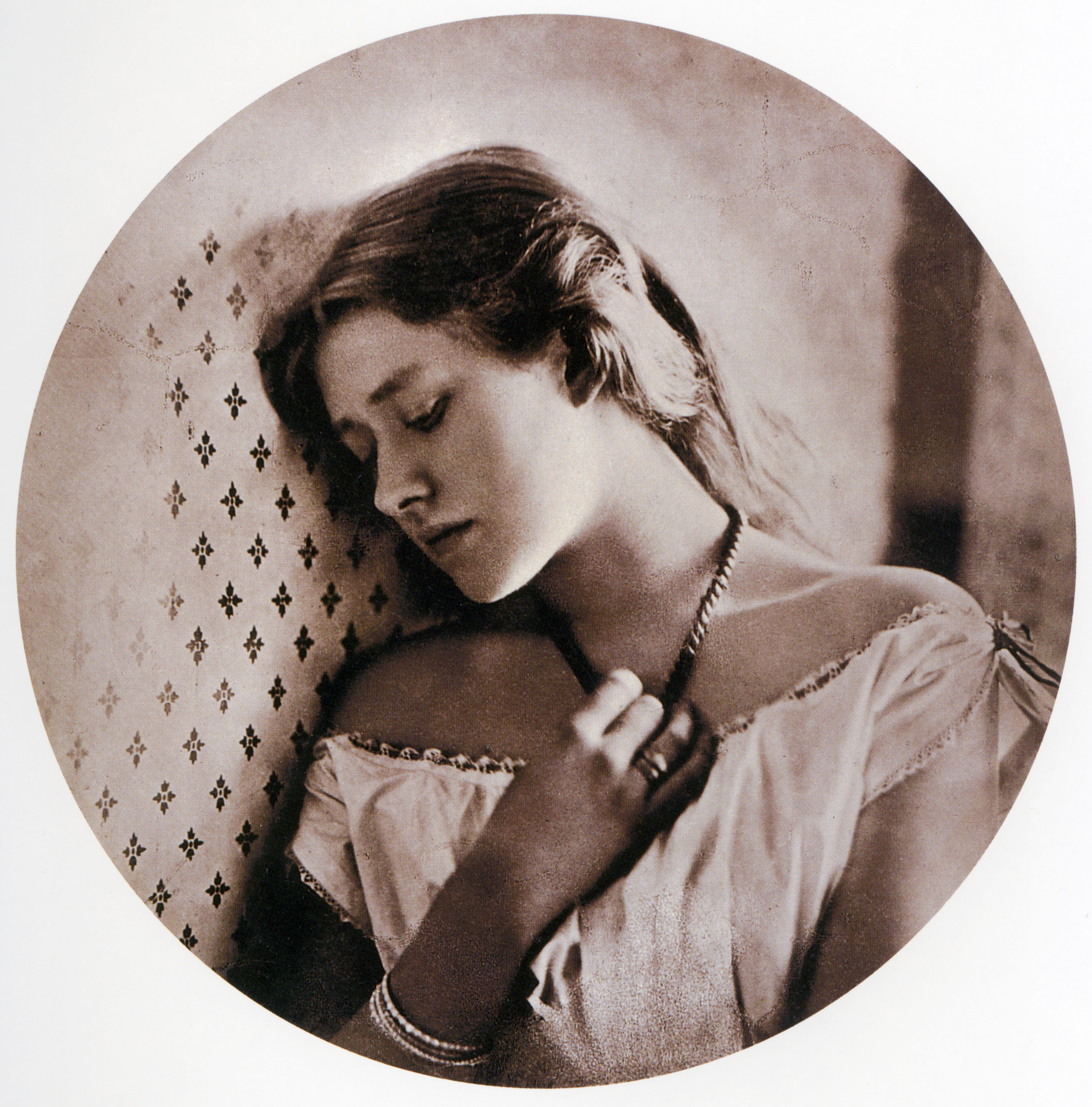
Cameron fotója Ellen Terryről

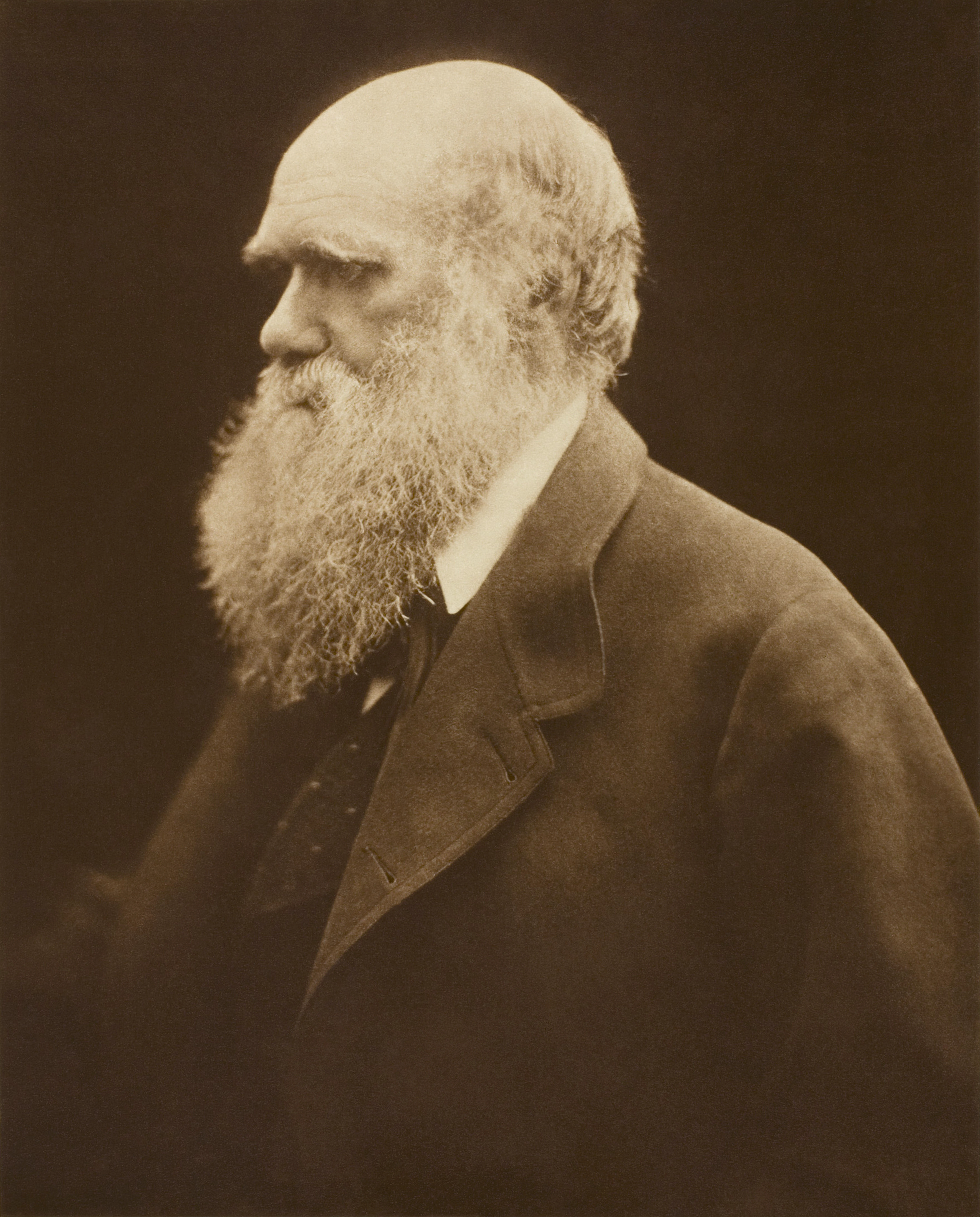
Cameron fényképe Charles Darwinról

Mivel Cameron nővére kapcsolatban volt rengeteg művésszel, a fotós gyakran választott híres embereket portréi tárgyául. Néhány híres "modellje": Charles Darwin, Alfred Lord Tennyson, Robert Browning, John Everett Millais, William Michael Rossetti, Edward Burne-Jones, Ellen Terry és George Frederic Watts. A portrék legtöbbje az arcot nagyon közelről mutatja, és soft-focus effekttel készült. Cameron gyakran baráti kapcsolatban állt ezekkel a híres emberekkel és igyekezett megragadni a személyiségüket a képein.

### Fényképes illusztrációk
Cameron munkásságának másik felét a fényképes illusztrációk alkották Gyakran fotózott történelmi helyszíneket vagy irodalmi munkákat, úgy, hogy a képek egy olajfestményre hasonlítsanak. A barátja, Tennyson 1859-ben kiadta az Artúr- mondakört feldolgozó király idilljeit (Idylls of the King), melyet Cameron illusztrált korabeli olajfestményekhez hasonló fotókkal, melyek például a részletgazdagságukban, és a drapériák tekervényes ábrázolásában is hasonlítottak ezekhez a festményekhez. Ma ezeket a munkákat néha bírálják a kritikusok, de Cameron művészinek gondolta őket.

## Utolsó évei
1875-ben Cameron visszaköltözött Ceylonba. Itt azonban sok nehézség hátráltatta fotóművészetének gyakorlásában (nehéz volt vegyszereket és friss vizet szerezni a képek előhívásához, emellett nem volt lehetősége egy olyan művészeti közegben élni, mint Angliában, és a képeit sem tudta sehol eladni). Így kevesebb képet készített, általában indiaiakról. Ezek a képek nagyon hasonlítottak azokra a képekre, melyeket Cameron a szomszédjairól készített Angliában, de ezekből a fotókból nagyon kevés maradt meg. Cameron 1879-ben halt meg Ceylonban.

## Hagyatéka
Cameron unokahúga, Julia Prinsep Stephen megírta Cameron életrajzát, melyet 1886-ban ki is adtak. Julia Stephen lánya Virginia Woolf, komikusan ábrázolja Cameron jellemét egyetlen drámájában. Woolf Roger Fry-jal egy gyűjteményt szerkesztett Cameron fotóiból. Mégis, Cameron munkássága csak akkor vált széles körben ismertté, mikor Helmut Gernsheim 1948-ban könyvet írt munkásságáról.